# Chlorid manganatý
Chlorid manganatý (chemický vzorec MnCl2) je narůžovělá práškovitá látka, dobře rozpustná ve vodě, která ze studených vodných roztoků krystaluje jako růžový tetrahydrát MnCl2•4 H2O (může se ještě vyskytovat v podobě dihydrátu MnCl2•2 H2O). Dále se rozpouští v methanolu, ethanolu, glycerolu a amonných solích. V přírodě se vyskytuje jako minerál skakchit.

## Příprava
Chlorid manganatý se vyrábí působením koncentrované kyseliny chlorovodíkové na oxid manganičitý MnO2:
MnO2 + 4 HCl → MnCl2 + 2 H2O + Cl2
Tato reakce slouží zároveň k průmyslové výrobě chloru. Výsledný roztok po reakci se neutralizuje pomocí uhličitanu manganatého MnCO3 a jelikož v oxidu manganičitém MnO2 jsou jako nečistoty přítomny soli železa, tak je lze tímto způsobem oddělit a přečistit.
V laboratoři lze chlorid manganatý připravit snadněji rozpouštěním manganu Mn, uhličitanu manganatého MnCO3 nebo hydroxidu manganatého Mn(OH)2 v kyselině chlorovodíkové:
Mn + 2 HCl → MnCl2 + H2
MnCO3 + 2 HCl → MnCl2 + H2O + CO2
Mn(OH)2 + 2 HCl → MnCl2 + 2 H2O

## Chemické vlastnosti
Bezvodý MnCl2 je polymerní tuhá látka, která krystaluje v mřížce chloridu kademnatého CdCl2. Tetrahydrát je tvořen oktaedrickými molekulami trans-Mn(H2O)4Cl2. Hydráty se rozpouštějí ve vodě a dávají mírně kyselé roztoky s pH kolem 4.
Je to slabá Lewisova kyselina, která reaguje s chloridovými ionty za vzniku komplexních sloučenin obsahujících ionty trichloridomanganatanové [MnCl3]−, tetrachloridomanganatanové [MnCl4]2− a hexachloridomanganatanové [MnCl6]4−. [MnCl3]− a [MnCl4]2− mají polymerní strukturu.
Při reakci s běžnými organickými ligandy dochází k oxidaci manganatých Mn2+ sloučenin za vzniku manganitých Mn3+ komplexů. Například [Mn(EDTA)]−, [Mn(CN)6]3− a [Mn(acac)3]. S trifenylfosfinem Ph3P vytváří labilní adukt 2:1:
MnCl2 + 2 Ph3P → [MnCl2(Ph3P)2]
Bezvodý chlorid manganatý slouží jako výchozí látka pro syntézu dalších sloučenin manganu. Například manganocen se připravuje reakcí chloridu manganatého MnCl2 s roztokem cyklopentadienidu sodného v THF:
MnCl2 + 2 NaC5H5 → Mn(C5H5)2 + 2 NaCl

## Použití
Nejvíce se využívá při výrobě suchých baterií.
Slouží jako prekurzor k výrobě antidetonační sloučeniny trikarbonylu-methylcyklopentadienylmanganu.